# Peter Debruge
Peter Debruge (* in Los Angeles) ist ein US-amerikanischer Filmkritiker, der neben Owen Gleiberman als einer der beiden Chef-Filmkritiker für Variety arbeitet.

## Leben
Peter Debruge wurde in Los Angeles geboren wuchs aber im texanischen Waco auf. Er besuchte die University of Texas in Austin, wo er Film studierte und als Unterhaltungsredakteur bei The Daily Texan arbeitete. Nach seinem Abschluss in Filmwissenschaften mit summa cum laude zog er nach New York, wo er vier Jahre lang für Entertainment Weekly und AOL Moviefone arbeitete, bevor er nach Los Angeles zog.
Seit 2005 ist er für Variety tätig, heute als Chef-Filmkritiker. Diese Tätigkeit schloss einen zweijährigen Aufenthalt in Paris ein, wo er sich auf die Berichterstattung über internationale Filmfestivals konzentrierte und für die er unter anderem mit dem Prix Alliance Française und einer belgischen Palme d’Or ausgezeichnet wurde. Debruge war unter anderem Jury-Mitglied beim South by Southwest Film Festival, beim Filmfestival Reykjavik, in Annecy und in Cannes.
Im Jahr 2017 gründete er das Animation Is Film Festival in Los Angeles. Als Freiberufler rezensierte Debruge für The Austin Chronicle, Miami Herald und Fort Worth Star-Telegram. Seine Kritiken wurde auch in Publikationen wie Backstory, IndieWire, Creative Screenwriting und dem Life Magazine veröffentlicht. Er veröffentlichte zudem einen Beitrag in dem Buch Variety's The Movie That Changed My Life. Vier Jahre lang unterrichtete er einen Filmstudiengang am Dodge College der Chapman University.
Debruge ist Mitglied der Los Angeles Film Critics Association, der National Society of Film Critics und auch FIPRESCI-Mitglied.